# Archon (Aisne)
Archon település Franciaországban, Aisne megyében. Lakosainak száma 77 fő (2022. január 1.). Archon Chéry-lès-Rozoy, Cuiry-lès-Iviers, Dohis, Dolignon, Morgny-en-Thiérache, Parfondeval és Rozoy-sur-Serre községekkel határos.

## Népesség
A település népességének változása:
| Lakosok száma | 146  | 118  | 87   | 92   | 83   | 87   | 87   | 84   | 82   | 77   |
|               | 1968 | 1982 | 1990 | 2006 | 2013 | 2015 | 2017 | 2019 | 2020 | 2022 |